# Sigfrid Mangler
Otto Sigfrid Mangler, auch Siegfried Mangler oder kurz Mangler II genannt, (* 4. März 1902 in Hainichen; † 17. August 1941) war ein deutscher Jurist, Parteifunktionär und Kommunalpolitiker (NSDAP).

## Leben
Mangler war der Sohn des späteren konservativen sächsischen Landtagsabgeordneten und Rechtsanwalts Otto Mangler. Er besuchte das Kadettenkorps in Dresden und studierte anschließend in München, Marburg und Leipzig Rechtswissenschaften. Nach seinem Referendariat und der Zweiten juristischen Staatsprüfung ließ er sich als Rechtsanwalt und Notar in der Kanzlei seines Vaters in der Seestraße 4 in der sächsischen Landeshauptstadt Dresden nieder. 
Mangler nahm an den Kämpfen in Oberschlesien teil und war Mitglied des Freikorps Oberland. Bereits 1922 wurde er Mitglied der NSDAP und später auch Mitglied des Bundes Nationalsozialistischer Deutscher Juristen, zum 1. August 1928 schloss er sich der neu gegründeten Partei wieder an (Mitgliedsnummer 95.754). Er tat sich im Sommer 1930 in Dresden als nationalsozialistischer Wahlredner hervor und wurde dabei vor einer Veranstaltung in Pirna 1930 schwer verletzt. Vornehmlich vertrat er seine Parteigenossen vor Gericht. Im September 1933 wurde er zum neuen NSDAP-Kreisleiter von Dresden ernannt.
Mit Wirkung vom 15. März 1934 wurde Sigfrid Mangler aus beruflichen Gründen vom sächsischen NSDAP-Gauleiter und Reichsstatthalter Martin Mutschmann vom Amt als Kreisleiter in Dresden dispensiert und in den Mitarbeiterstab der NSDAP-Gauleitung berufen. Zum vorläufigen NSDAP-Kreisleiter Dresdens wurde der bisherige Organisationsleiter und Stadtverordnete Erich Pitzschler ernannt. Diese personelle Veränderung stand in Zusammenhang mit der Neubesetzung der Stelle des zweiten Bürgermeisters in Dresden am 26. März 1934, die Rudolf Kluge erhielt, während Sigfrid Mangler ehrenamtlicher Stadtrat wurde. Die feierliche Amtseinweisung fand am 3. April 1934 im Rathaus statt. Zum 1. April 1935 wurde der Dresdner Stadtrat aufgrund der Einführung der neuen Gemeindeordnung nach dem Führerprinzip umstrukturiert.
Anfang Mai referierte Sigfrid Mangler auf der Hauptversammlung des Verbandes der Friedensrichter Sachsens im Landgericht Freiberg zum Thema "Neue deutsche Rechtsgedanken". 
1936 war Sigfrid Mangler außerdem Vorsitzender des Gauehrengerichts. Über die Arbeit des Ehrengerichts sprach er im November 1937 auf der Gautagung der Rechtsämter der NSDAP und des NS-Rechtswahrerbundes in Annaberg und Oberwiesenthal im Erzgebirge.

## Veröffentlichungen
- Die Aufgaben eines politischen Leiters der NSDAP. In: Johann Erich Gottschalch (Hrsg.): Dresdner Jahrbuch und Chronik 1936 (27. Jahrgang). Verlag Groß-Dresden, S. 80–83.

## Schriftquellen
- Sächsisches Staatsarchiv, 11848 NS-Gauverlag Sachsen GmbH, Zeitungstext- und Bildarchiv, Nr. Nr. 072, Bl. 111 Mangler, Siegfried, Enthält: Rechtsanwalt und Kreisleiter der NSDAP Dresden, geb. 1902